# Tropidophis spiritus
Espèce
Statut CITES
Tropidophis spiritus est une espèce de serpents de la famille des Tropidophiidae.

## Répartition
Cette espèce est endémique du centre de Cuba.

## Description
C'est un serpent vivipare.

## Publication originale
- Hedges & Garrido, 1999 : A new snake of the genus Tropidophis (Tropidophiidae) from central Cuba. Journal of Herpetology, vol. 33, n. 3, p. 436-441.